# 제주교통방송
제주교통방송은 제주특별자치도 권역으로 TBN 교통방송 계열의 방송국 중의 하나이며, 한국도로교통공단의 관할에 있다. 제주시 FM 105.5㎒, 서귀포시 FM 105.9㎒로 2016년 8월 18일에 개국하였다. 호출부호는 HLEH이다.

## 개요
제주시 기자길 101에 위치한 견월악 송신소를 통해, FM 105.5㎒의 주파수와 1㎾의 출력으로 매일 24시간을 방송하여 제주특별자치도를 중심으로 송출하고 있다.
- 주파수 : FM 105.5㎒ (견월악 송신소), FM 105.5㎒ (광해악 중계소), FM 105.9㎒ (미악산 중계소)
- 출력 : 1㎾ (견월악 송신소), 1㎾ (미악산 중계소), 100W (광해악 중계소)
- 호출부호 : HLEH-FM
- 1일 방송시간 : 매일 24시간
- 방송 가청권역 : 제주특별자치도 전지역 일원, 제주특별자치도 제주시 한림읍, 제주특별자치도 서귀포시 대정읍 일부지역 FM 105.5㎒, 제주특별자치도 서귀포시 일원 FM 105.9㎒

## 아나운서
- 김광빈 (팀장)
- 김경태
- 김민정
- 김형찬
- 김효정
- 박지연
- 변우현
- 우상임
- 유혜정
- 임서영
- 임은혜
- 장혜진

## 제주교통방송 편성표
- 07:00 (평일) 출발! 제주대행진
- 09:00 (평일) 스튜디오 1055
- 12:00 (주말) TBN 차차차 (제주주말)
- 14:05 (평일) TBN 차차차 (제주)
- 14:00 (주말) 2시의 뮤직테라피
- 16:05 (평일) TBN 제주매거진
- 16:00 (주말) 아무튼 오후 네시
- 18:05 (평일) 달리는 라디오 (제주)

## 같이 보기
- TBN 교통방송